# Nerax nigrinus
Nerax nigrinus là một loài ruồi trong họ Asilidae. Nerax nigrinus được Wiedemann miêu tả năm 1821. Loài này phân bố ở vùng Tân nhiệt đới.